# Élections cantonales françaises de 1922
Des élections cantonales ont été organisées en France les 14 et 21 mai 1922.